# Sticherus impressus
Sticherus impressus är en ormbunkeart som först beskrevs av Barbara S. Parris, och fick sitt nu gällande namn av Barbara S. Parris. Sticherus impressus ingår i släktet Sticherus och familjen Gleicheniaceae. Inga underarter finns listade.